# Amblyceps serratum
Amblyceps serratum es una especie de pez de la familia Amblycipitidae en el orden de los Siluriformes.

## Morfología
• Los machos pueden llegar alcanzar los 4,5 cm de longitud total.
- Número de  vértebras: 34-36.[1]

## Hábitat
Es un pez de agua dulce y de clima tropical.

## Distribución geográfica
Se encuentran en Asia:  cuenca del río Mekong en Camboya y Laos.